# Thirty Seconds to Mars
Thirty Seconds to Mars är ett alternativt rockband från Kalifornien, USA, bildat 1998. De har släppt fyra studioalbum, det självbetitlade debutalbumet släpptes 2002 och uppföljaren, A Beautiful Lie, gavs ut 2005, i december 2009 utgavs det tredje albumet, This Is War och de var 2013 aktuella med albumet Love Lust Faith + Dreams.

## Historia
Bandet Thirty Seconds to Mars bildades 1998 när bröderna Jared Leto (sång, gitarr) och Shannon Leto (trummor) slog sig ihop med Matt Wachter (bas), och lite senare även Tomo Miličević (gitarr och keyboard).
2002 släpptes debutskivan 30 Seconds to Mars, producerad av Bob Ezrin. Skivan blev väl mottagen av kritikerna, och med sin originella stil och tankeväckande texter hade bandet snart ett följe av mycket lojala fans. Skivan hade år 2005 sålt i 102 000 exemplar i USA.
Det skulle dröja tre år innan uppföljaren A Beautiful Lie officiellt släpptes den 16 augusti 2005. Som producent hade Thirty Seconds to Mars den här gången Josh Abraham som tidigare jobbat med bland andra Velvet Revolver och Linkin Park. "A Beautiful Lie" är skriven och inspelad över fyra olika kontinenter, och de olika influenserna kan tydligt urskiljas i musiken.
Thirty Seconds to Mars har över åren etablerat sig på den alternativa rockscenen som förband åt bland andra Audioslave, The Used, Chevelle och under våren 2007 även Linkin Park. Våren 2006 drog den första officiella Thirty Seconds to Mars-turnén, Forever Night, Never Day, igång med spelningar över hela USA. Bandet gästade bland annat Jay Leno Show och Saturday Night Live.
Musikvideon till From Yesterday är den första amerikanska musikvideo som i sin helhet spelats in i Kina.
Basisten Matt Wachter deltog i sin sista konsert med Thirty Seconds to Mars den 1 mars 2007, och lämnade därefter bandet av familjeskäl. Han blev dock sugen på att fortsätta med musiken senare och blev då ny basist i det nystartade bandet Angels & Airwaves. Ny basist blev Tim Kelleher. Våren 2007 turnerade bandet i USA, Asien och Europa. Till Danmark och Köpenhamn kom de 24 maj och till Stockholm, Globen den 25 maj, som förband till Linkin Park.
2008 blev bandet stämda av sitt skivbolag Virgin Records för att inte ha släppt så många skivor som de enligt kontraktet lovat. Enligt kontraktet skulle de släppa 3 skivor på 8 år, men de har bara släppt 2. Därför stämdes bandet på 100 miljoner dollar av Virgin. Thirty Seconds to Mars överklagade och vann. I december 2009 släpptes bandets tredje album This Is War som enligt Jared Leto är bandets mörkaste och bästa skiva hittills.
I september 2009 var Thirty Seconds to Mars två videor, The Kill och From Yesterday, med och tävlade i Kerrang Top 100 Videos. Den sistnämnda videon fick första pris.
Den 20 juni 2010 uppträdde bandet på festivalen Pier Pressure i Göteborg och i juli på Hultsfredsfestivalen, den sistnämnda blev sedan inställd.
De uppträdde även på Peace and Love 2011. Den 19 juni 2013 spelade de på Stora Scenen på Gröna Lund och den 22 februari 2014 på Fryshuset Arenan i Stockholm.

## Bandmedlemmar
Nuvarande medlemmar
- Jared Leto – sång, gitarr (1998– )
- Shannon Leto – trummor (1998– )

Tidigare medlemmar
- Tomo Miličević – gitarr, keyboard (2003–2018)
- Matt Wachter – basgitarr (2001–2007)
- Solon Bixler – gitarr (2000–2003)

Turnémedlemmar
- Stevie Aiello – basgitarr, gitarr, keyboards, bakgrundssång (2013– )
- Matt McJunkins – basgitarr (2011)
- Braxton Olita – klaverinstrument (2009–2011)
- Tim Kelleher – basgitarr (2007–2010, 2011)
- Kevin Drake – gitarr (2001–2002)

## Diskografi
Studioalbum
- 2002 – 30 Seconds to Mars
- 2005 – A Beautiful Lie
- 2009 – This Is War
- 2013 – Love Lust Faith + Dreams
- 2018 – America
- 2023 – It's the End of the World but It's a Beautiful Day

EP
- 2007 – AOL Sessions Undercover
- 2008 – To the Edge of the Earth
- 2011 – MTV Unplugged

Singlar
- 2002 – "Capricorn (A Brand New Name)"
- 2003 – "Edge of the Earth"
- 2005 – "Attack"
- 2006 – "The Kill"
- 2006 – "From Yesterday"
- 2007 – "A Beautiful Lie"
- 2009 – "Kings and Queens"
- 2010 – "This Is War"
- 2010 – "Closer to the Edge"
- 2010 – "Hurricane 2.0" (feat. Kanye West)
- 2013 – "Up in the Air"
- 2013 – "Do or Die"
- 2013 – "City of Angels"

Video
- 2015 – Bartholomew Cubbins 2006–2014 (DVD+Blu-ray Disc)